# Quedius nigrocaeruleus
Quedius nigrocaeruleus är en skalbaggsart som beskrevs av Fauvel 1874. Quedius nigrocaeruleus ingår i släktet Quedius, och familjen kortvingar. Arten är reproducerande i Sverige.